# Bílitske
Bílitske (en ucraniano: Білицьке, romanizado: Bylitske; en ruso: Белицкое, romanizado: Bélitskoye) es una ciudad ucraniana perteneciente al óblast de Donetsk. Situada en el este del país, es parte del raión de Pokrovsk y centro del municipio (hromada) homónimo.

## Geografía
Bílitske está a orillas del riachuelo Vodiana, 14 km sureste de Dobropilia y a unos 67 km al noroeste de Donetsk.  

## Historia
La tierra perteneció una vez al terrateniente Klasin, quien la vendió a varios campesinos formando así un jútor en 1909, que atrajeron a varias familias de campesinos rusos. La ciudad fue fundada en 1909 como un pequeño pueblo bajo el nombre de Bílitske. En 1932, los primeros geólogos de Donetsk aparecieron en la granja y descubrieron grandes depósitos de hulla.
El proyecto de construir una ciudad de 15.000 habitantes para albergar a los mineros de las futuras minas de carbón se realizó en 1951. La ciudad se construyó a partir de 1953 con la puesta en marcha de las minas de carbón y la población procedía de toda la URSS (soldados desmovilizados, jóvenes del Komsomol, etc.), lo que aumentó rápidamente la población local. Bílitske se convirtió en asentamiento urbano en 1956 y tiene estatus de ciudad desde 1966.
Hasta 2020, Bílitske fue parte del área municipal de Dobropilia pero desde entonces fue incorporada al raión de Pokrovsk.

## Demografía
La evolución de la población de Bílitske entre 1939 y 2022 fue la siguiente:
| 7966                                                          | 13 563 | 11 595 | 11 591 | 10 093 | 8783 | 8691 | 8347 | 8125 | 7764 |
| (Fuente: Cities & Towns of Ukraine y UKRAINE: Größere Städte) |        |        |        |        |      |      |      |      |      |

Según el censo de 2001, la lengua materna de la mayoría de los habitantes, el 93,7%, es el ucraniano; del 5,7% es el ruso.

## Economía
En la década de 1980, la base de la economía era la minería del carbón. Más del 40% de las personas empleadas trabajan en la industria del carbón.

## Infraestructura

### Transporte
Por Bílitske pasa la carretera territorial T-05-15.